# 上智方式
上智方式（じょうちほうしき）は、過激派の学生によって校舎を占拠された際に、それを鎮圧させる方式。機動隊を導入して抵抗する全員を現行犯逮捕して、翌日からは何ヶ月も休講にして大学を封鎖するという方式。翌日から何ヶ月間も大学を封鎖するのは、過激派を排除しても授業を再開したならばその時に再び過激派が入ってきて校舎を占拠されるため。東京大学は機動隊を導入して過激派を排除できたが、すぐに授業を再開したために翌年の入試ができないまでになっていた。

## 詳細

### 公式の見解
上智大学では1968年6月に盗難事件の捜査を名目として警察が入ったことに全学共闘会議が抗議をしてバリケードを築いていた。学生側が求めていた学生要覧の改正に着手して改革は大学からも表明された。だが全共闘はバリケードを解かなかった。学長からの最終通告も無視したために12月21日にヨゼフ・ピタウ理事長と守屋美賀雄学長は重い決断を下して機動隊に出動を要請した。理事長は全共闘を傷付けないでほしいと要請して、父親である隊員が排除をした。全学連は投石などを繰り返したが、機動隊は催涙ガス弾を使用して排除した。その際に退去しなかった学生53人が逮捕された。その排除した当日に上智大学は本日より6ヶ月間臨時休業にすると掲示して大学を封鎖した。この閉鎖をしている間に学内で入学試験と卒業式を行っていた。翌年度の入学式が終わってから封鎖を解除して授業が行われるようになった。この方式によって学生にも機動隊にも怪我人は出ずに速やかに解決ができ、上智方式と報じられた。この上智方式はその後の大学での紛争を収束させるモデルとなった。

### 当時の助手の見解
当時に中世哲学研究室助手であった谷口幸紀は、当時の守屋美賀雄学長は東京大学から招聘されて来た人物であり、東大流の大学の自治の理念に燃えて紛争を対話で解決させようとして全共闘リーダーと学長が密会を行い努力が実を結ぶかに見えた矢先に、理事会の主導で機動隊が導入されて機動隊にやられて血を流して手錠をかけられていたと述べる。当時はどの大学も学問の自由と大学の自治の理念にとらわれて対話で平和裏に乗り切ろうと苦闘していたものの、警察の暴力装置を借りて学生らを犯罪的暴徒として排除したキリスト教聖職者の冷徹さの手際の良さに世間は息を呑み、これをきっかけに学園紛争に悩む全国の大学はこの上智方式で学園紛争を制圧していったと述べる。